# Titanio nissalis
Titanio nissalis là một loài bướm đêm trong họ Crambidae.